# Estadio Republicano Vazgen Sargsyan
El estadio Republicano Vazgen Sargsyan (en armenio: Վազգեն Սարգսյանի անվան Հանրապետական մարզադաշտ) también llamado: estadio Republicano Hanrapetakan, es un estadio multiusos de la ciudad de Ereván, capital de Armenia. El estadio fue inaugurado en 1938 y suele emplearse para albergar partidos de fútbol, ya que la selección de Armenia disputa en el estadio sus partidos como local.

## Historia
En el momento de su inauguración, durante el periodo soviético, el estadio fue nombrado "Dynamo". Más tarde, el nombre del lugar fue cambiado a Hanrapetakan (palabra armenia que significa "republicano"). En 1999, tras el asesinato del ex primer ministro Vazgen Sargsyan, al nombre oficial del estadio se le añadió el nombre del político. En la actualidad se utiliza sobre todo para los partidos de fútbol y es el estadio del FC Pyunik y el equipo nacional armenio. El estadio puede albergar a 14 968 espectadores.
Desde su apertura, el estadio se ha sometido a varias remodelaciones. Las primeras reformas se hicieron en 1995, pero la falta de recursos financieros retrasó el proceso hasta 1999, cuando se gastaron más de tres millones de dólares estadounidenses en el desarrollo de la infraestructura. A finales de 2000, el estadio fue renovado por completo. En 2008, el estadio fue sometido a un desarrollo a gran escala con el fin de modernizar la superficie de juego y crear un alto nivel con secciones vip y otras instalaciones que pudieran cumplir con la normativa UEFA.

## Imágenes

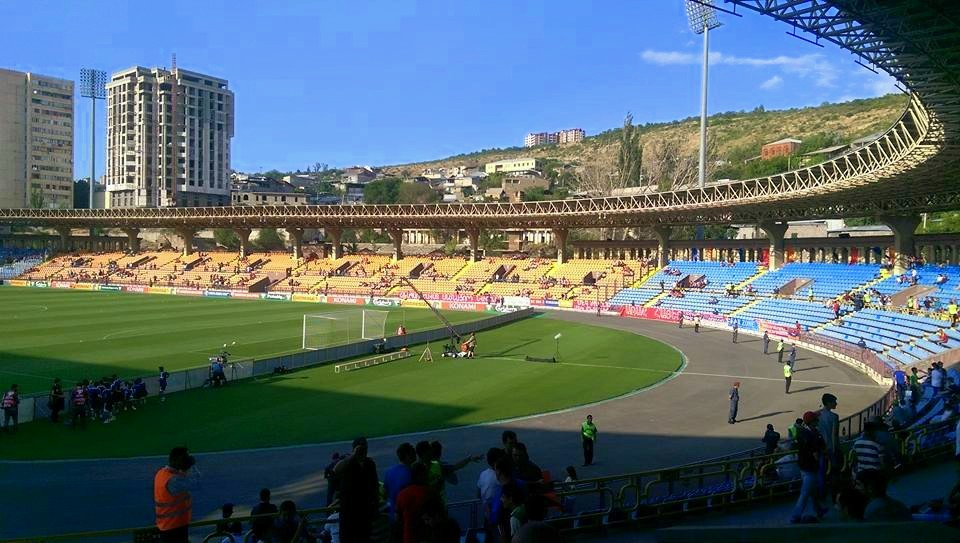
El terreno de juego tras la remodelación de 2008.
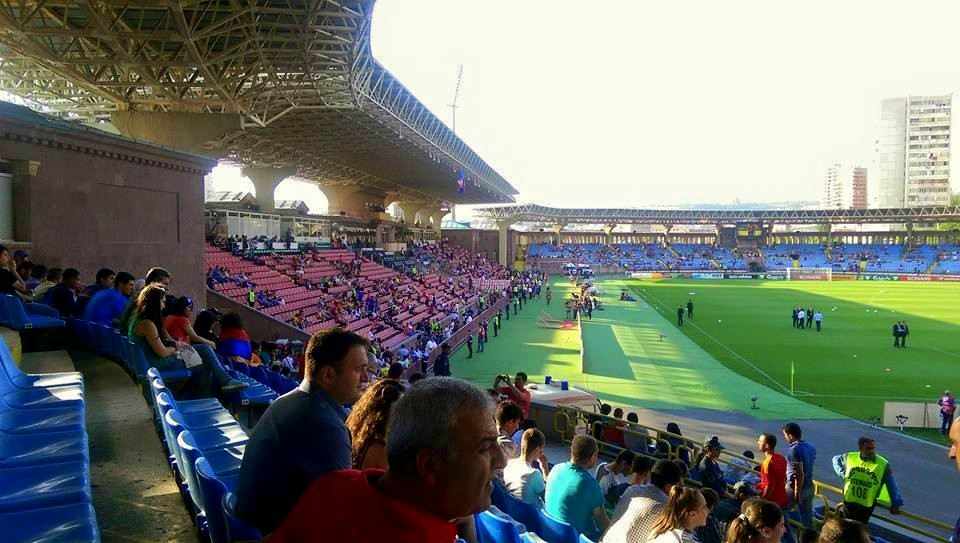
Las nuevas zonas vip.
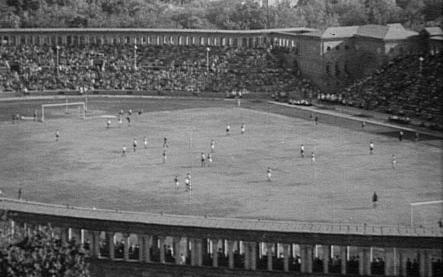
El antiguo estadio Dynamo.